# NGC 4175
NGC 4175 ist eine Spiralgalaxie mit ausgedehnten Sternentstehungsgebieten vom Hubble-Typ Sbc im Sternbild Haar der Berenike am Nordsternhimmel. Sie ist schätzungsweise 179 Millionen Lichtjahre von der Milchstraße entfernt und hat einen Durchmesser von etwa 95.000 Lj.

Gemeinsam mit NGC 4169, NGC 4173 und NGC 4174 bildet sie die Hickson Compact Group 61 (The Box).
Das Objekt wurde am 11. April 1785 von dem deutsch-britischen Astronomen William Herschel entdeckt.